# Kouritenga
Kouritenga is een van de 45 provincies van Burkina Faso. De hoofdstad is Koupéla.

## Bevolking
In 1996 leefden er 250.117 mensen in de provincie. In 2019 waren dat er naar schatting 479.000.

## Geografie
Kouritenga heeft een oppervlakte van 2.622 km² en ligt in de regio Centre-Est.
De provincie is onderverdeeld in 9 departementen: Andemtenga, Baskouré, Dialgaye, Gounghin, Kando, Koupéla, Pouytenga, Tansobentenga en Yargo.

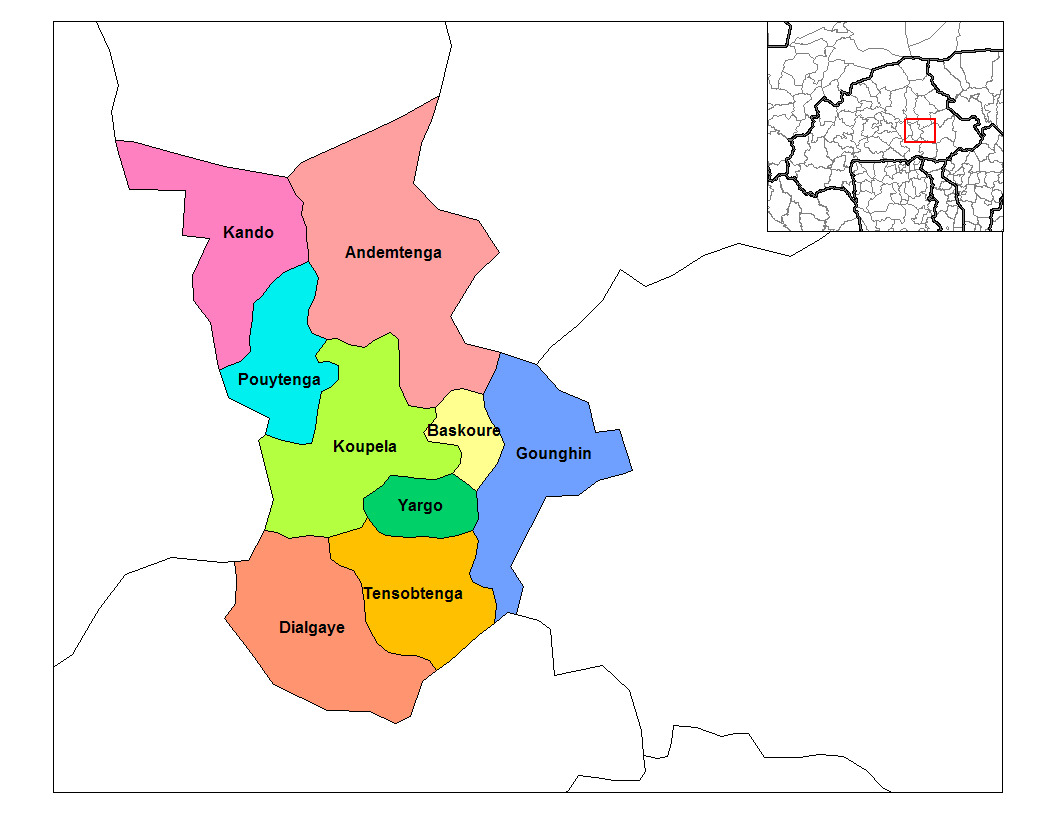
Departementen van Kouritenga

Balé · Bam · Banwa · Bazéga · Bougouriba · Boulgou · Boulkiemdé · Comoé · Ganzourgou · Gnagna · Gourma · Houet · Ioba · Kadiogo · Kénédougou · Komondjari · Kompienga · Kossi · Koulpélogo · Kouritenga · Kourwéogo · Léraba · Loroum · Mouhoun · Nahouri · Namentenga · Nayala · Noumbiel · Oubritenga · Oudalan · Passoré · Poni · Sanguié · Sanmatenga · Séno · Sissili · Soum · Sourou · Tapoa · Tuy · Yagha · Yatenga · Ziro · Zondoma · Zoundwéogo